# 큰긴날개박쥐
큰긴날개박쥐(Miniopterus tristis)는 긴가락박쥐과에 속하는 박쥐의 일종이다. 인도네시아와 파푸아뉴기니, 필리핀, 솔로몬 제도 그리고 바누아투에서 발견된다.

## 특징
보통 크기의 박쥐로 몸길이가 63.8~72.4mm이고 전완장이 51~57.7mm, 꼬리 길이는 61.3~71.9mm이다. 발 길이는 10~12mm이고 귀 길이는 15~17mm, 몸무게는 최대 24g이다. 털은 길다. 등 쪽은 갈색과 검은색이 섞여 있고 털 끝은 회색빛 갈색과 붉은빛 갈색 또는 연한 회색이지만 배 쪽은 갈색빛 검은색 바탕에 갈색빛 회색을 띤다. 어깨는 완전히 검은색이다. 이마는 아주 높고 둥글며, 주둥이는 좁다. 콧구멍은 아주 작다. 귀는 좁고 짫으며 서로 잘 분리되어 있고 끝이 둥글다. 이주는 뒷 모서리 바닥에 삼각형 형태의 돌기 모양으로 길게 나 있다. 날개 비막은 거무스레하고 발목 뒷쪽으로 붙어 있다. 긴 꼬리가 큰 꼬리 비막 속에 완전히 들어가 있다.

## 생태
동굴 안에 무리를 지어 생활한다. 숲 임관층 또는 앞이 트인 넓은 공간에서 날아 다니는 곤충을 포획해 먹는다. 뉴기니에서 10월에 젖을 먹이는 암컷이 포획된다.

## 분포 및 서식지
필리핀 제도와 술라웨시섬, 뉴기니섬부터 솔로몬제도까지 지역에 널리 분포한다. 해발 1,600m 이하의 숲에서 서식한다.

## 아종
5종의 아종이 알려져 있다.
- M. t. tristis - 필리핀 제도 보홀, 귀마라스, 레이테, 루방섬, 루손섬, 민다나오섬, 민도로섬, 네그로스섬, 팔라완섬, 테블라스섬
- M. t. celebensis (Peterson, 1981) - 술라웨시섬, 버튼, 사나나섬
- M. t. grandis (Peterson, 1981) - 뉴기니섬 서부, 비요크섬, 야펜섬, 눔포르섬
- M. t. insularis (Peterson, 1981) - 애드미럴리제도 마누스섬, 머싸우섬, 비스마르크제도 트로브리안드 군도, 키리위나섬, 미시마섬, 우드라크섬., 바누아투 에파테섬, 에스피리투산토, 솔로몬제도 플로리다제도, 넨도섬, 응겔라제도, 렌넬섬, 마키라섬
- M. t. propritristis (Peterson, 1981) - 뉴기니섬 중북부 및 동부